# Valdeviejas
Valdeviejas est une localité du municipio (commune ou canton) d'Astorga, dans la comarque de La Maragatería, province de León, communauté autonome de Castille-et-León, au nord-ouest de l'Espagne.
La localité de Valdeviejas est une halte sur le Camino francés du pèlerinage de Saint-Jacques-de-Compostelle.

## Géographie

### Localités voisines
| Bonillos et Pradorrey (municipio de Brazuelo)                                                            | Brimeda (es) (municipio de Villaobispo de Otero)                                            | Carneros (es) (municipio de Villaobispo de Otero)          |
| Murias de Rechivaldo (municipio d'Astorga)                                                               | Valdeviejas                                                                                 | Astorga (chef-lieu)                                        |
| Val de San Román, Barrio de Quintana et Val de San Lorenzo (chef-lieu) (municipio de Val de San Lorenzo) | Morales del Arcediano, Oteruelo de la Valduerna et Piedralba (municipio de Santiago Millas) | Celada de la Vega (es) (municipio de San Justo de la Vega) |

## Culture et patrimoine

### Pèlerinage de Compostelle
Par le Camino francés du pèlerinage de Saint-Jacques-de-Compostelle, le chemin vient de la ville d'Astorga dans le municipio du même nom.
La prochaine halte est la localité de Murias de Rechivaldo, dans le même municipio d'Astorga, vers l'ouest.

### Monuments religieux
Ermitage de l'Ecce Homo

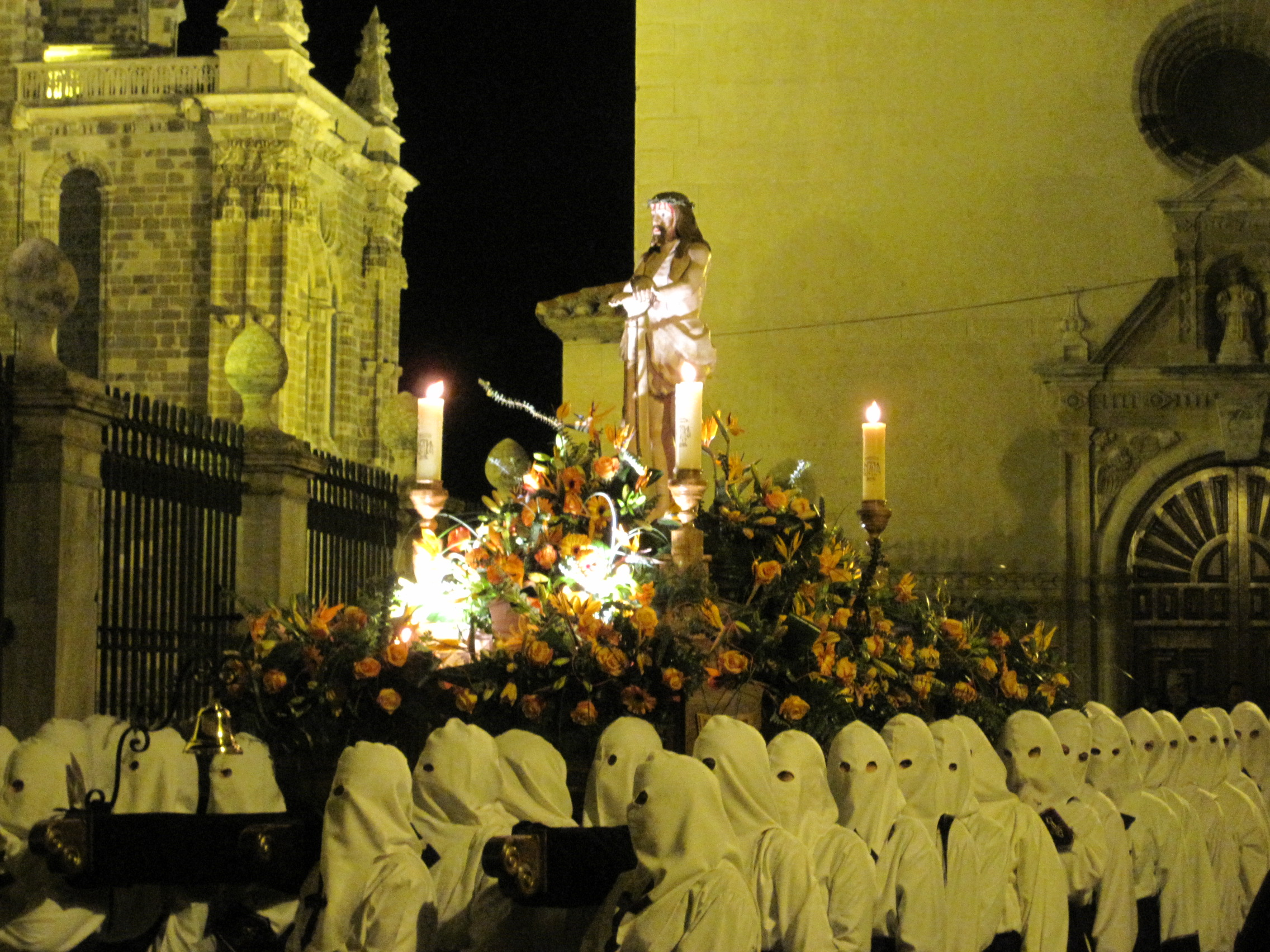
Ecce Homo, Confrérie des Caballeros del Silencio

Édifice du XVIIIe siècle, complètement restauré en 2007

### Agriculture et gastronomie
Vadeviejas est réputée comme dénomination d'origine pour ses pois chiches, caractérisés par une petite taille et une saveur particulière. Ces légumineuses entrent dans la conception de nombreux plats espagnols, en particulier les cocidos (cocido maragato, cocido madrilène, etc.), sorte de pot-au-feu.

## Sources et références
- (es) Cet article est partiellement ou en totalité issu de l’article de Wikipédia en espagnol intitulé « Valdeviejas » (voir la liste des auteurs).
- (fr) Grégoire, J.-Y. & Laborde-Balen, L. , « Le Chemin de Saint-Jacques en Espagne - De Saint-Jean-Pied-de-Port à Compostelle - Guide pratique du pèlerin », Rando Éditions, mars 2006,  (ISBN 2-84182-224-9)
- (fr)« Camino de Santiago St-Jean-Pied-de-Port - Santiago de Compostela », Michelin et Cie, Manufacture Française des Pneumatiques Michelin, Paris, 2009,  (ISBN 978-2-06-714805-5)
- (fr)« Le Chemin de Saint-Jacques Carte Routière », Junta de Castilla y León, Editorial

1. ↑  (es) caminodesantiago.consumer.es Camino de Santiago : Etapa 21 de Astorga a Foncebadón > El itinerario, « … la ermita del Ecce Homo, construcción del siglo XVIII que fue restaurada completamente en 2007. ».